# Do Sangān
Do Sangān (persiska: دو سنگان, دُوسَنگان, توسَنگان, دُوسَنكال) är en ort i Iran.   Den ligger i provinsen Zanjan, i den nordvästra delen av landet, 240 km väster om huvudstaden Teheran. Do Sangān ligger 2 048 meter över havet och antalet invånare är 376.
Terrängen runt Do Sangān är kuperad åt nordost, men åt sydväst är den platt.Runt Do Sangān är det ganska tätbefolkat, med 80 invånare per kvadratkilometer. Närmaste större samhälle är Solţānīyeh, 14,3 km sydväst om Do Sangān. Trakten runt Do Sangān består i huvudsak av gräsmarker.